# Schrott

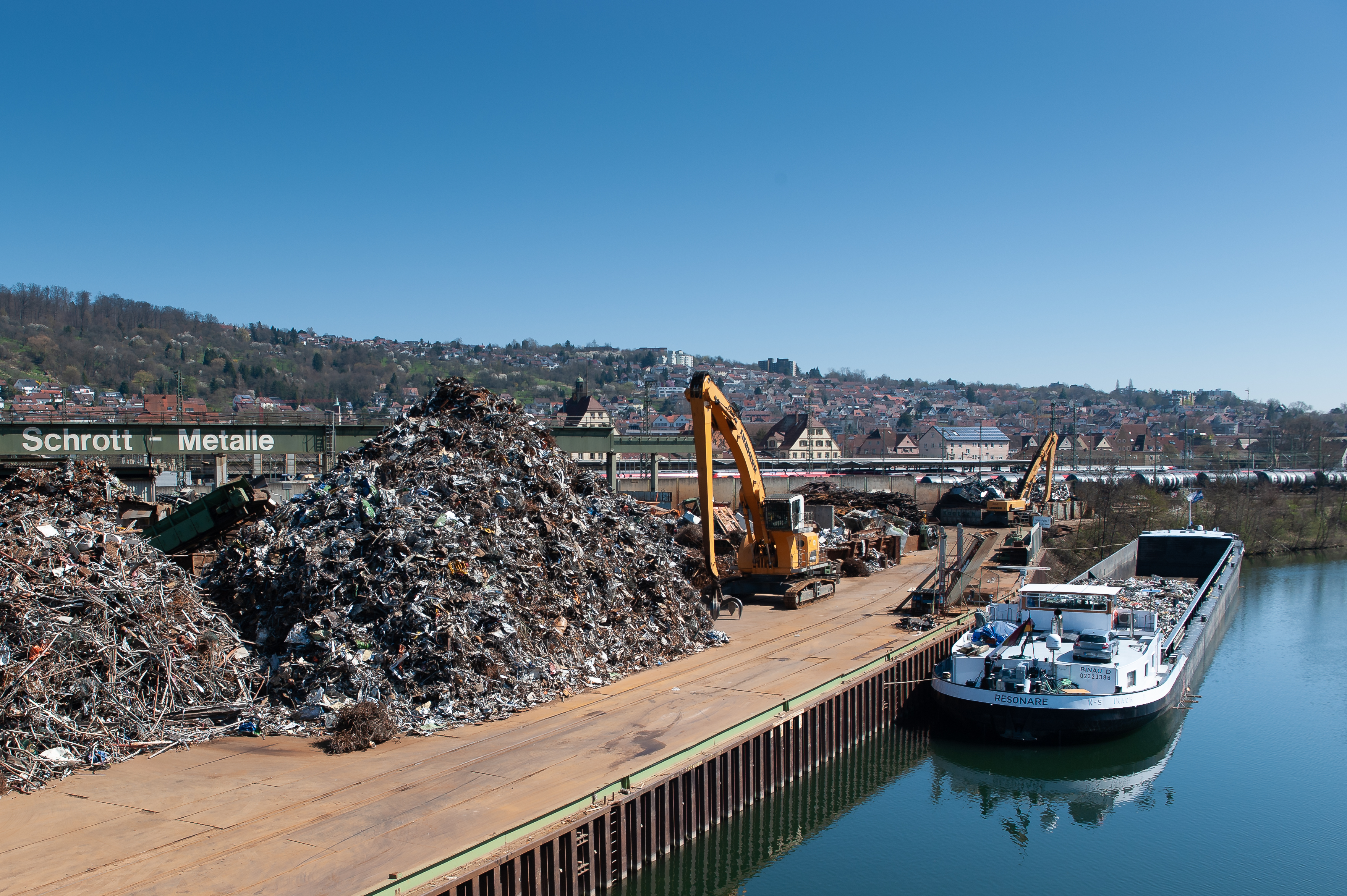
Schrottumschlag im Hafen von Plochingen

Schrott (niederrheinische Form von Schrot mit der ursprünglichen Bedeutung „abgeschnittenes Stück“), auch Alteisen oder Altmetall, ist metallischer Wertstoff, der als Sekundärrohstoffquelle dient. Er entsteht bei der Verschrottung metallhaltiger Erzeugnisse, z. B. von Autowracks und anderen Fahrzeugen, wenn deren Nutzungsdauer endet (Altschrott). Schrott entsteht auch in der metallverarbeitenden Industrie, beispielsweise Späne beim Drehen und Fräsen oder Verschnittreste beim Stanzen (Neuschrott). Die Erfassung und die Aufbereitung von Produktionsrückständen (Kreislaufschrott) und von nicht mehr gebrauchs- oder verwendungsfähigen Gegenständen aus Stahl oder Gusseisen – dem sogenannten Schrott – erfolgen, um Stahlwerken und Gießereien einen Rohstoff zum direkten Einsatz zur Verfügung zu stellen. Der weltweite jährliche Verbrauch an Eisenschrott in der Stahlindustrie und Gießerei beträgt etwa 670 Mio. Tonnen (Stand: 2021).

## Allgemeines
Es gibt für alle Metalle bewährte Trenn- und Recyclingverfahren; diese benötigen deutlich weniger Energie als die Gewinnung neuer Metalle. Die getrennte Erfassung der Altmetalle ist darum ein wichtiger Beitrag zur nachhaltigen Kreislaufwirtschaft. Weit über 60 % der im Haushalt anfallenden Altmetalle werden wiederverwertet.
Leichtmetalle wie Aluminium oder leere Dosen können über die getrennt gesammelte Fraktion der Leichtverpackungen erfasst werden. Für sperrige Abfälle aus Metall wird in den meisten Städten und Landkreisen eine Altmetall-Sammlung angeboten oder die Abgabe auf dem Wertstoffhof empfohlen. Schrotthändler kaufen Altmetalle an.

## Schrottsorten

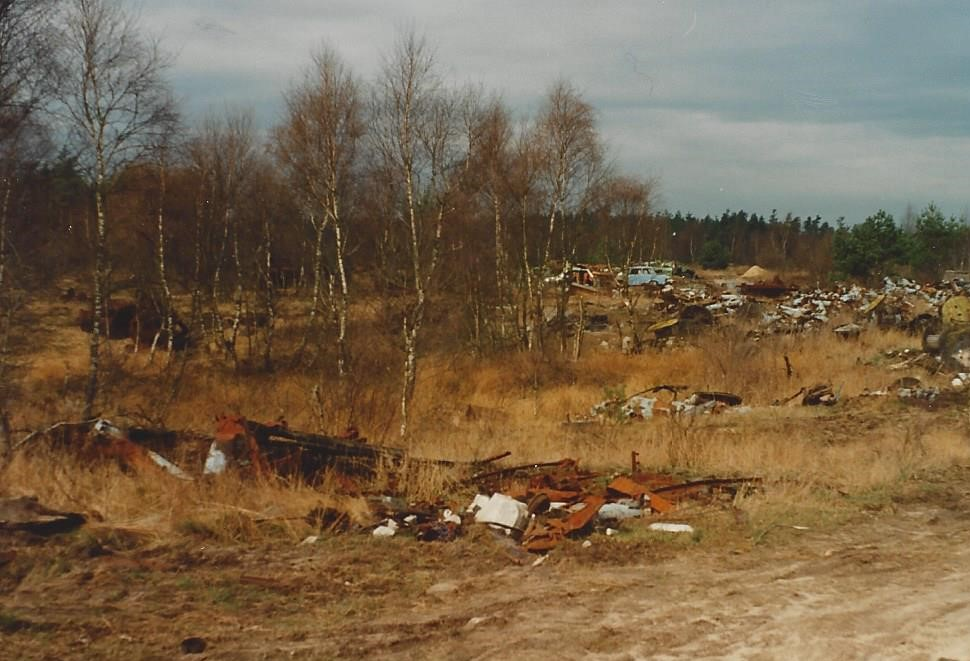
Schrott in der Retzower Heide

Es werden verschiedene Schrottsorten unterschieden. Die Sortenkriterien zielen auf die spätere Verwendung des Schrottes hin. Die verschiedenen Sorten unterscheiden sich im Allgemeinen durch
- die Größe der einzelnen Teile des Schrottes: In der allgemeinen Schrottsorte 3 z. B. dürfen die einzelnen Stücke nicht über die Abmessung 150 cm × 50 cm × 50 cm hinausgehen und müssen eine Materialstärke von mindestens 6 mm besitzen;
- die Ausgangsmaterialien, aus denen der Schrott gewonnen wurde, z. B. Blechschrott, Trägerschrott, Kupferschrott;
- die chemischen Eigenschaften und der Grad/die Menge der sogenannten Anhaftungen, d. h. ob sich Fremdstoffe oder Müll in dem Schrott befinden, zum Beispiel Erde, Kunststoff und Verpackungen, oder ob der Schrott aus einem einzigen Material besteht, z. B. Kupferrohre oder Kupferrohre mit Dämmmaterialien, oder ob es eine Mischung verschiedener Metalle ist.

Einen Anhaltspunkt gibt das so genannte „europäische Schrottsortenverzeichnis für Fe-Schrotte“, das die Kriterien für Fe-Schrott (eisenhaltigen Schrott) festlegt.
Aus den drei oben genannten Kriterien definiert sich eine bestimmte Schrottsorte und damit sowohl ihr Geldwert als auch das Recyclingpotential. Der Geldwert einer Tonne Schrott kann von wenigen Euro bis in den 5-stelligen Bereich reichen, je nach Art und Güte.
Schrott ist das wohl älteste Beispiel für Recycling in der Menschheitsgeschichte. Metall kann theoretisch beliebig oft ohne nennenswerte Verluste eingeschmolzen und neu verarbeitet werden. Tatsächlich ist es eines der wenigen Beispiele von echtem Recycling. Hier wird aus einem Ausgangsstoff ein neues Produkt gleicher Güte und Qualität erschaffen. Bei den meisten heutigen sogenannten Recyclingprozessen handelt es sich um Downcycling, d. h. aus einem Ausgangsstoff hoher Qualität wird ein neues Produkt niederer Güte. So wird Beton durch Zerkleinern zu Schotter, bunter Kunststoff zu schwarzem Plastik, Verpackungen durch Verbrennen zu Energie und Wärme. Im Schrottrecycling wird eine Sortiertiefe, eine Qualitätssicherung und eine Effizienz erreicht, die im Recycling anderer Werkstoffe bisher unerreicht ist.

## Verfahrenskette

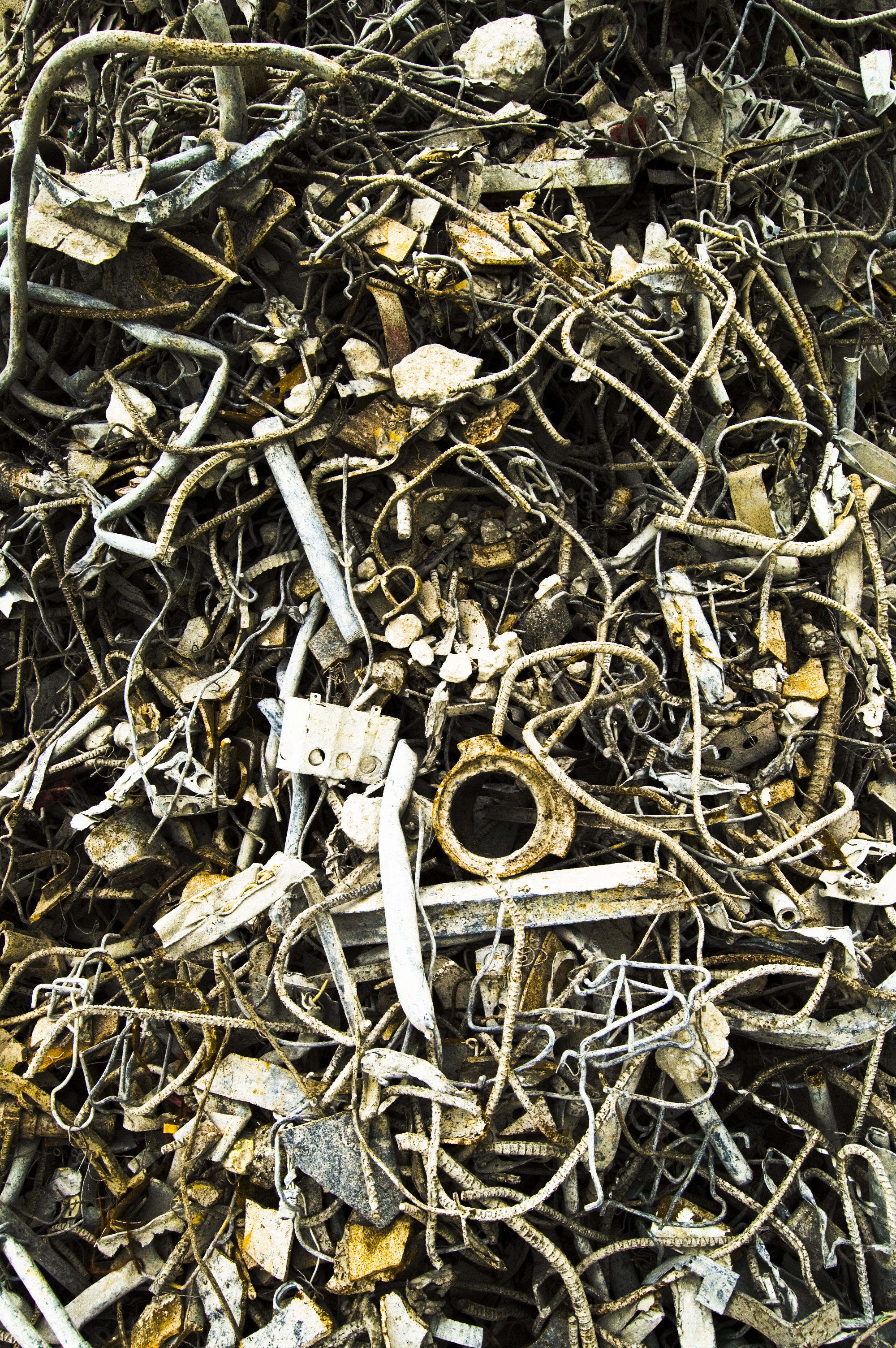
Mischschrott

Die Verfahrenskette der Wiederverwendung sieht in groben Zügen so aus: nach der Nutzung wird metallhaltiger Abfall entsorgt und durch Schrottsammler eingesammelt. Hierbei handelt es sich im Regelfall um selbständige Miniunternehmer, die mit einem Lkw Schrott von Firmen und Privatpersonen einsammeln und diesen zu einem Schrotthändler bringen. Alternativ dazu kann es auch verschiedene Sammelformen durch die Kommunen oder durch andere Entsorgungsbetriebe geben. Der Schrotthändler mit dem klassischen Schrottplatz reinigt und sortiert den ankommenden Schrott und verkauft ihn dann an weiterveredelnde oder sammelnde Schrottgroßhändler oder direkt an den Wiederverwerter. Die Kette der Zwischenhändler kann je nach Schrottart bis 4 oder 5 Händler lang sein. Man bedenke, dass sich die Sortiertiefe alleine im Fe-Schrott gut und gerne auf über 40 Spezifikationen zum Sammeln und Sortieren erstrecken kann. Am Ende der Kette steht die metallverarbeitende Industrie, die aus dem Schrott wieder neue Waren schafft. Schrott hat in der Industrie als Sekundärrohstoff eine genauso wichtige Stellung zur Herstellung inne wie das ursprüngliche Eisenerz.
Die genaue Definition der Metalle und Legierungen bzw. eine Vorabanalyse erfolgt im Zweifelsfall zunächst durch ein Hand-Spektrometer das laserinduzierte Plasmaspektroskopie nutzt. Zudem müssen alle Anlieferungen durch einen am Anlieferungspunkt installierten Geigerzähler auf Radioaktivität getestet werden.
Im Folgenden werden einige wenige Beispiele aus der langen Liste für verschiedene Schrottarten und deren Recyclingpotential genannt:
Elektronikschrott besteht aus ausgesonderten elektronischen Geräten und Baugruppen. Er enthält neben organischen und anorganischen Isolierstoffen insbesondere Stahl, Aluminium, Kupfer, Zinn, Blei, Silber, Gold und andere Edelmetalle. Da einige dieser Stoffe problematisch bei der Deponie und Verbrennung sind, besteht u. a. in Deutschland eine getrennte Rücknahme und Erfassung. Elektronikschrott wird von Hand zerlegt, vorsortiert, geschreddert und durch verschiedene Verfahren (z. B. Dichtetrennung durch Windsichter, Eisenabtrennung durch Magnetscheider) aufgearbeitet, sodass auch die Nichteisen- und Edelmetalle zurückgewonnen werden können. Bei der Kupfer-Raffination (Elektrolyse) bleiben fremde Metalle (u. a. die Edelmetalle) im Elektrolyseschlamm zurück und werden nachfolgend getrennt.
Kabelschrott besteht aus ausgedienten Elektrokabeln und kann außer den Isolierstoffen neben Kupfer auch Aluminium oder Stahl enthalten. Zur Abtrennung der Isolierstoffe wurde früher oft ein kryotechnisches Verfahren angewendet, bei welchem die Isolierstoffe durch Kälte verspröden und zerschlagen werden können. Heute wird Kabelschrott über Schneidmühlen zerkleinert, dann durch Windsichtung in Fraktionen von Kupfergranulat und Kunststoffgranulat getrennt.
Das Verschwelen von Kabel- und Elektronikschrott setzt hohe Mengen gasförmiger Schadstoffe frei (u. a. Dioxine). Dieses Verfahren ist noch heute in Ländern der Dritten Welt gebräuchlich, ohne dass entsprechende Rauchgasreinigung durchgeführt wird.

## Stahlschrott
Verglichen mit Verwendung von Stahlschrott zur Stahlgewinnung benötigt man zur Gewinnung von Stahl aus Erz mehr als die doppelte Menge Energie. Pro Tonne entspricht die Ersparnis dem durchschnittlichen Halbjahresverbrauch eines vierköpfigen Haushaltes.
Wegen der hohen Wirtschaftlichkeit wird das gesamte weltweite Schrottaufkommen, jährlich etwa 530 Mio. Tonnen, der Verwertung zugeführt. Der Recyclinganteil beträgt (Stand 2007):
- USA: 60 %
- EU: 56 %
- Südkorea: 52 %
- Deutschland: 45 %
- Russland: 44 %
- Japan 42 %
- China: 20 %

Der Mengeneinsatz in Mio. Tonnen:
- EU: 116
- China: 85
- USA: 59
- Japan: 49
- Russland: 32
- Südkorea: 25
- Deutschland: 21

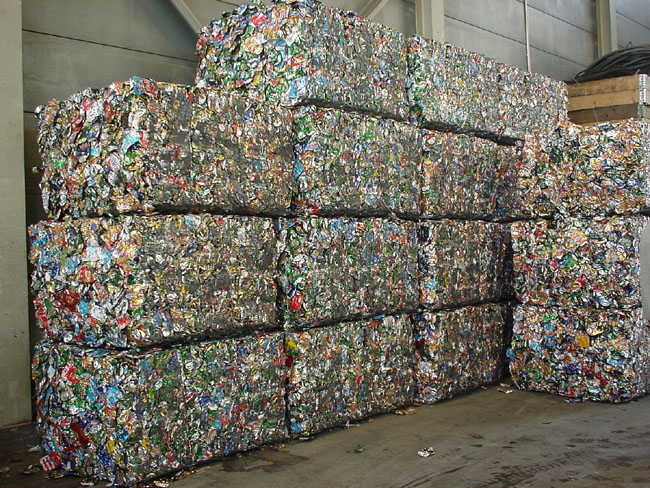
Gepresster Schrott

In Deutschland wird durch Schrott somit 45 % der Stahlproduktion abgedeckt.
Stahlschrott aus Atomreaktoren ist oft zu radioaktiv, um wiederaufbereitet zu werden. Außerdem kann Schrott radioaktiv kontaminiert werden, wenn aus ausgedienten medizinischen Geräten Strahlenquellen nicht ausgebaut werden. Durch unachtsamen Umgang kam es in der Vergangenheit schon zu radioaktiv belastetem Schrott, etwa beim Goiânia-Unfall und beim Nuklearunfall von Samut Prakan. Daher werden mittlerweile an verschiedenen Stellen der Recyclingwege Radioaktivitätsmessungen vorgenommen.

## Gewerbliche Schrottverwertung

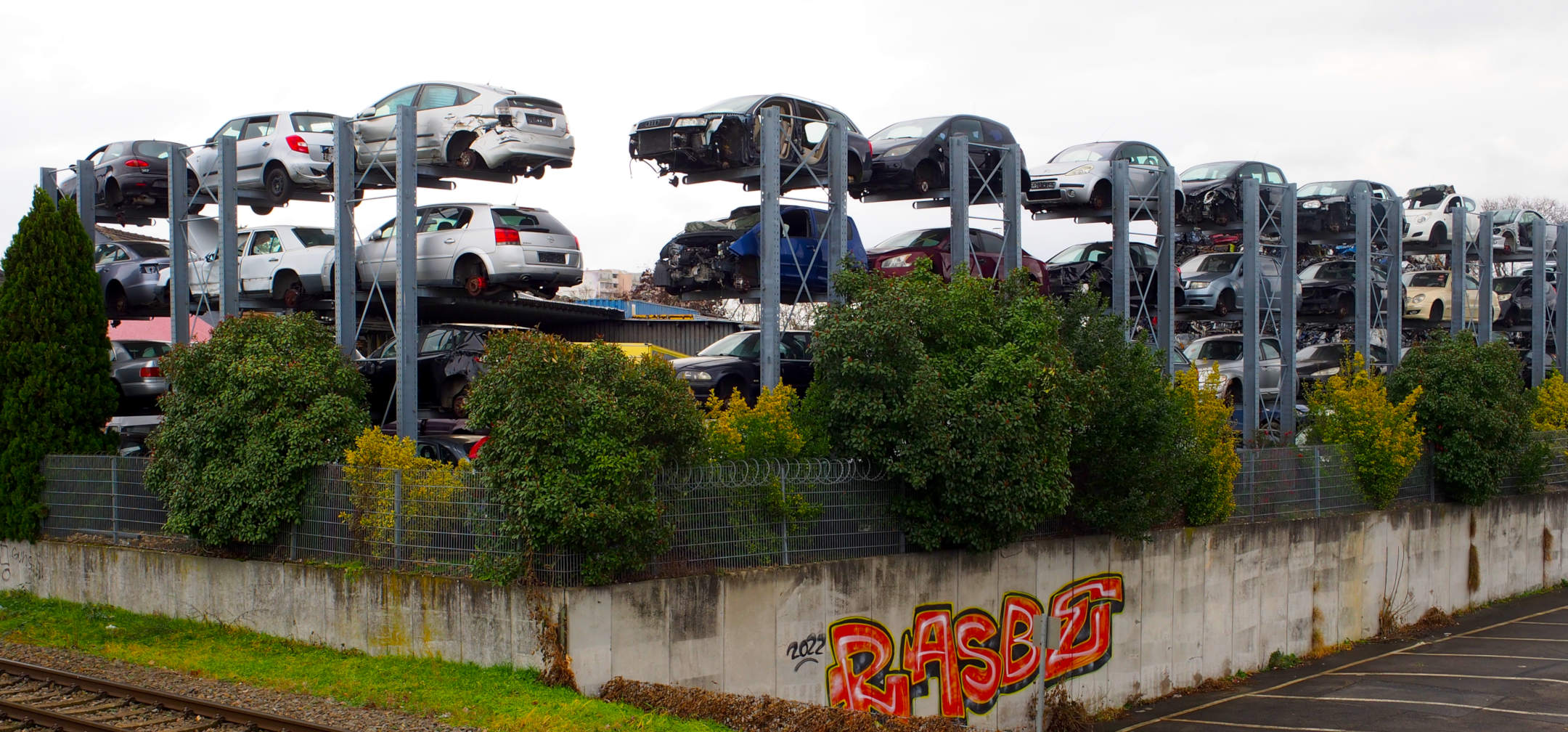
Zu verschrottende Personenkraftwagen bei einem Verwerter

Der Metallschrottmarkt ist in Deutschland stark fragmentiert. Neben einer Vielzahl von Schrottsammlern und Betreibern von Schrottplätzen gibt es auch größere Unternehmen, die insbesondere Firmen Metallreste aus der Produktion abkaufen. Eine besondere Herausforderung stellt für Verwertungsbetriebe mittlerweile das Erkennen möglicher Hehlerware dar, die von Metalldieben angeboten wird.
Die größten deutschen Unternehmen sind die Scholz AG aus Essingen (Württemberg) (Umsatz: 4,7 Mrd. Euro), TSR Recycling aus Bottrop (Umsatz: 2 Mrd. Euro) und Interseroh (Umsatz: 899 Mio. Euro) im Bereich Schrottrecycling. Zu den größeren Betrieben gehört noch Schrott Wetzel in Mannheim mit 300 Mio. Euro Umsatz.
Der Wert eines großen zu verschrottenden Stahlgebildes wird ganz wesentlich von der Zugänglichkeit, Transportfähigkeit und Zerteilbarkeit bestimmt. Die vor wenigen Jahren abgebaute Linzer Eisenbahnbrücke wurde tragwerksweise von ihren Pfeilern abgehoben, weggeschwommen und an Land verkrant und verfahren, um die Wasserstraße Donau nicht übermäßig zu behindern. Auf die materielle Verwertung des etwa 5000 – 15.000 t schweren, etwa 200 m langen vorderen Schiffsfragments der Wakashio, die im August 2020 vor Mauritius auf einem Riff gestrandet war, wurde verzichtet. Stattdessen wurde es 15 km weit weggeschleppt und 2000 m tief auf den Meeresgrund versenkt. Der Heckteil mit Schiffsmotor und Generator soll hingegen am Ort der Havarie zerlegt werden. Die in einem Hochofen nach Niederfahren verbleibende Ofensau muss mitunter durch Sprengen zerteilt werden, um in einem typisch kleineren Elektroofen eingeschmolzen zu werden.

## Sonstiges
Der Hochstapler Victor Lustig (1890–1947) „verkaufte“ 1925 den Eiffelturm an einen Schrotthändler. Nachdem dieser den Betrug erkannt hatte, schämte er sich so sehr, dass er nicht zur Polizei ging. Lustig versuchte den Coup ein zweites Mal. Sein zweiter Käufer informierte jedoch die Polizei, der Schwindel flog auf.

## Siehe auch

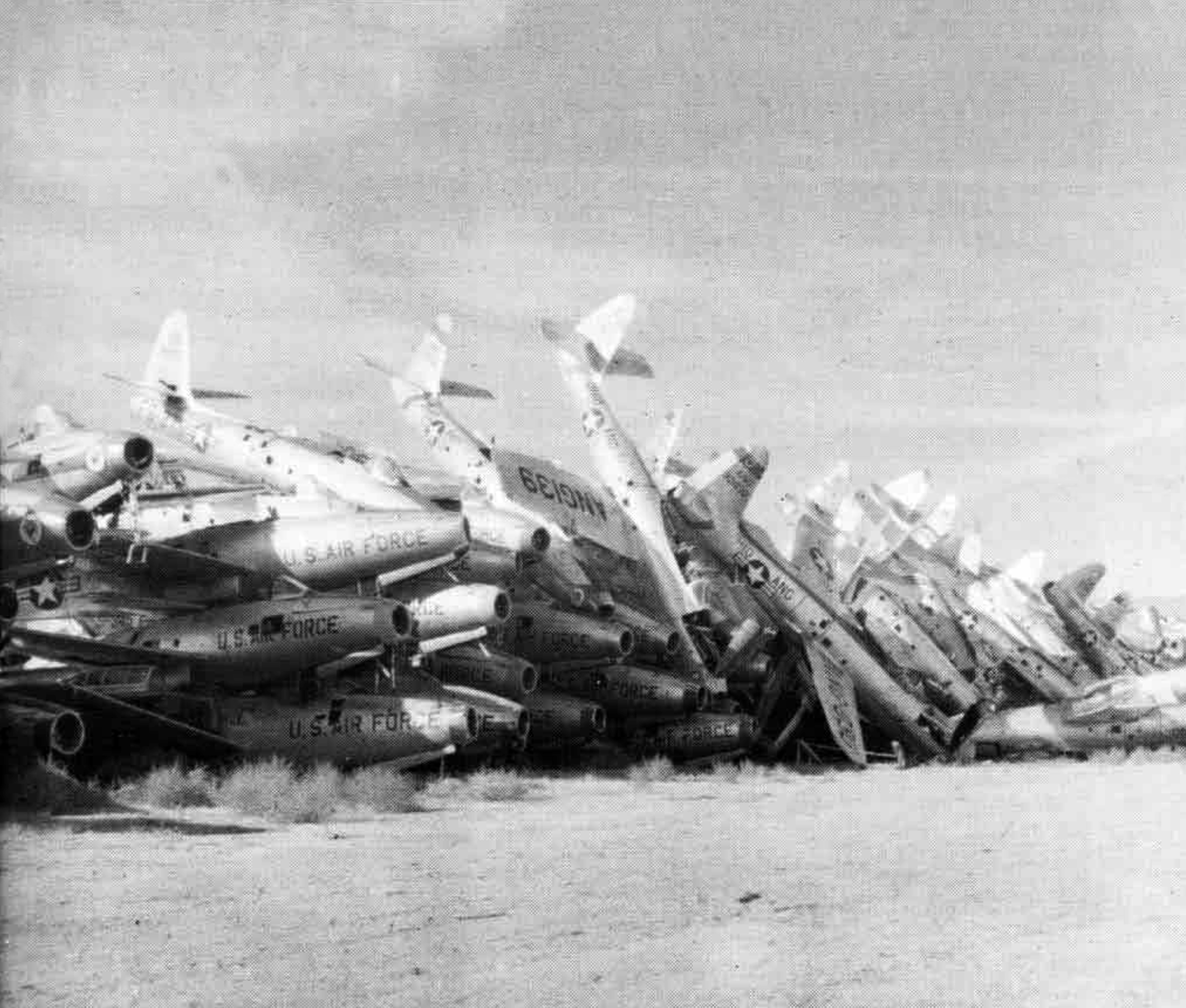
Schrottplatz der US-Luftwaffe (1980)